# Battaglia di Romani
La battaglia di Romani si combatté tra il 3 e il 5 agosto 1916 durante la prima guerra mondiale presso il villaggio di Romani, a circa 23 miglia dal canale di Suez presso l'antica Pelusium ed il monte Sinai. Nella notte del 3 agosto 1916 truppe ottomane al comando del generale tedesco Friedrich Freiherr Kress von Kressenstein, inviato da Berlino proprio per aiutare i turchi nella guerra che per loro si stava rivelando difficile, attaccarono le forze imperiali britanniche. Il controllo del forte di Romani era vitale per una qualunque offensiva verso il canale.
I britannici vinsero con un contingente formato dalla 52nd (Lowland) Division e dalla Anzac Mounted Division della Egyptian Expeditionary Force (EEF) su una forza congiunta ottomano-tedesca che aveva marciato attraverso il Sinai; questo episodio marcò la fine della campagna per la difesa del canale di Suez, nota in tedesco come Offensive zur Eroberung des Suezkanals ed in turco come İkinci Kanal Harekâtı, iniziata il 26 gennaio 1915.